# Italo Tanoni
Italo Tanoni (Recanati, 9 agosto 1944) è un politico italiano, presidente nazionale dei Liberal Democratici.

## Biografia

### Attività politica
Ha fatto parte di Democrazia Cristiana, Rinnovamento Italiano, La Margherita e Liberal Democratici.
Cresciuto politicamente nelle file della Democrazia Cristiana come capo della segreteria particolare dell'allora sottosegretario, poi ministro Franco Foschi, dal 1996 Tanoni è entrato nel partito Rinnovamento Italiano di Lamberto Dini, diventandone segretario dell'esecutivo nazionale e successivamente rappresentante legale.
Con l'adesione di Rinnovamento Italiano a Democrazia è Libertà - La Margherita (2001), è membro della direzione nazionale e del comitato federale di tesoreria del partito di Rutelli. Alle elezioni politiche del 2001 viene eletto per il riparto proporzionale dei seggi nella XXI circoscrizione Puglia. Nella XIV legislatura ha fatto parte del direttivo del gruppo parlamentare Margherita, DL-L'Ulivo ed è stato componente della IV commissione permanente (difesa), della commissione parlamentare d'inchiesta sull'affare Telekom Serbia e della commissione speciale per l'esame di disegni legge di conversione di decreti legge. È tra i fondatori della coalizione politica denominata "L'Ulivo - Insieme per l'Italia". È stato membro del consiglio nazionale della federazione Uniti nell'Ulivo.
Alle elezioni politiche del 2006 viene rieletto deputato, nella lista de L'Ulivo nella circoscrizione Liguria.
Nell'ottobre 2007 è tra i fedelissimi di Lamberto Dini della Margherita che non aderiscono al Partito Democratico e partecipa alla fondazione del partito dei Liberal Democratici per il Rinnovamento, di cui è coordinatore nazionale e rappresentante legale.
Alle elezioni politiche del 2008 viene candidato nelle liste del Popolo della Libertà e risulta eletto in Puglia. Dopo aver inizialmente aderito al gruppo parlamentare del PdL, non segue Dini all'interno del partito di Berlusconi e continua la sua attività nei Liberal Democratici aderendo al Gruppo misto il 9 giugno 2008 insieme a Daniela Melchiorre. All'interno del gruppo misto ha fatto parte prima della componente "Liberal democratici repubblicani" come accordo tecnico a sostegno della maggioranza, e successivamente, dall'aprile 2009, "Liberal democratici - MAIE, all'opposizione del governo Berlusconi IV.
Nel gennaio 2010 Tanoni ha intrapreso un percorso politico comune con il presidente Casini e l'Unione di Centro, senza però aderire ai suoi gruppi parlamentari. In alleanza con l'UDC, i Liberal Democratici si sono presentati in 14 province alle elezioni amministrative in Italia del 2010. Nel dicembre 2010 partecipa alla fondazione del Polo della Nazione con Fini, Casini e Rutelli.
Non si ricandida più in parlamento alle elezioni politiche del 2013.
In occasione del Referendum costituzionale del 2016 si schiera, assieme ai Liberal Democratici (partito di cui è presidente), a sostegno del SI.